# Heinrich Zemo
Heinrich Zemo es un supervillano ficticio que apareció en varios cómics estadounidenses publicados por Marvel Comics. El personaje fue creado por Stan Lee y Jack Kirby, e hizo un cameo por primera vez en The Avengers #4 (marzo de 1964), antes de ser presentado oficialmente en The Avengers #6 (julio de 1964). El fue agregado retroactivamente a la historia del Capitán América tras la reintroducción del superhéroe en la Edad de Plata de los Cómics dos números antes. El Barón Zemo es un científico nazi y el fundador y líder original de los Maestros del Mal, y comúnmente se lo representa como uno de los mayores enemigos del Capitán América y Los Vengadores. Es el duodécimo Barón Zemo en su linaje familiar, y su hijo, Helmut Zemo, continúa su legado.
El personaje ha sido adaptado a numerosas formas de medios, en particular Robin Atkin Downes le dio voz en la serie animada The Avengers: Earth's Mightiest Heroes.

## Historial de publicaciones
La versión original del Barón Zemo fue creada por Stan Lee y Jack Kirby y se vio por primera vez en un flashback en The Avengers # 4 (marzo de 1964); el personaje en realidad no apareció en persona y no fue identificado por su nombre hasta The Avengers # 6 (julio de 1964) y Sgt. Fury y sus Comandos Aulladores n.º 8, en el mismo mes. Zemo fue agregado retroactivamente a la historia del Capitán América luego de la reintroducción del héroe a la Edad de Plata en dos números anteriores. El personaje aparece posteriormente en The Avengers # 7 (agosto de 1964), # 9-10 (octubre-noviembre de 1964), Tales of Suspense # 60 (diciembre de 1964) y The Avengers # 15 (abril de 1965), en el cual es asesinado. Después de su muerte, Zemo aparece en numerosos flashbacks e historias de viajes en el tiempo, incluyendo The Avengers # 21 (octubre de 1965), Captain America # 100 (abril de 1968), The Avengers # 56 (septiembre de 1968), # 58 (noviembre de 1968), Capitán América # 112 (abril de 1969), The Avengers King-Size Special # 4 (enero de 1971), Capitán América # 168 (diciembre de 1973), The Avengers # 131-132 (enero-febrero de 1975), Giant-Size Avengers # 3 (enero de 1975), The Avengers (Reino Unido) # 76 (marzo de 1975), Fantastic Four Annual # 11 (junio de 1976), What if?# 4-5 (agosto, octubre de 1977), Marvel Illustrated Books: The Avengers (junio de 1982), Capitán América # 297 (septiembre de 1984), n.º 362 (noviembre de 1989), The Avengers # 353-354 (septiembre-octubre de 1992), Capitán América Annual # 11 (1992), Capitán América: Medusa Effect # 1 (marzo de 1995), Cuentos no contados de Spider-Man # 13 (septiembre de 1996), Thunderbolts # -1 (julio de 1997), Capitán América y Citizen V Annual 1998, Capitán América: Centinela de la Libertad # 12 (agosto de 1999), Capitán América # 3-4 (marzo-abril de 2005), n.º 6 (junio de 2005), n.º 10 (octubre de 2005), Nuevos Thunderbolts # 18 (abril de 2006), Thunderbolts presenta: Zemo - Born Better # 3-4 (junio-julio de 2007), Fallen Son: La muerte del Capitán América # 5 (agosto de 2007), Avengers Classic # 7 (febrero de 2008), y Wolverine: Origins # 20 (febrero de 2008). El Zemo original recibió una entrada en el Manual Oficial original del Universo Marvel # 13, el Manual Oficial de Marvel Universe Deluxe Edition # 16, y el Manual Oficial del Universo Marvel 2004 Libro de los Muertos.

## Biografía del personaje ficticio
El Dr. Heinrich Zemo (alias 12.º Barón Zemo) fue uno de los mejores científicos del Partido Nazi. Zemo luchó contra el Capitán América y sus aliados los Comandos Aulladores durante la Segunda Guerra Mundial. Un brillante y sádico genio científico, Zemo creó muchas armas de destrucción masiva para el ejército de Hitler, incluyendo un cañón de rayos de la muerte a gran escala, una pistola de desintegración que era una versión miniaturizada de su rayo de la muerte y androides primitivos de considerable fuerza y durabilidad. La inteligencia de Heinrich solo se compaginaba con su sadismo, ya que rutinariamente probaba sus armas mortales contra personas inocentes, tanto prisioneras como civiles dentro del Tercer Reich. Esto finalmente llegó a un punto crítico, durante un encuentro temprano con los Comandos Aulladores, cuando Zemo decidió probar un cañón experimental de rayos de la muerte en un pueblo alemán cercano. El rayo de la muerte mató a cientos de civiles alemanes inocentes como resultado, convirtiendo a Zemo en un asesino en masa. Aunque arrogantemente creía que podía encuadrar a las Fuerzas Aliadas por su acto de asesinato en masa, Nick Fury y los Comandos Aulladores expusieron el papel de Zemo en la destrucción de la ciudad, lo que provocó que Zemo se convirtiera en una figura vilipendiada en toda Europa, incluso entre sus compañeros alemanes.
En un intento por recuperar el nivel de anonimato, Zemo comenzó a usar una capucha de color rosa rojizo sobre su rostro mientras continuaba construyendo armas para los nazis. Sus actividades finalmente atrajeron la atención del Capitán América, lo que resultó en una confrontación justo cuando Heinrich estaba listo para revelar su nuevo avance científico: Adhesivo X, un adhesivo extremadamente fuerte que no podía ser disuelto o eliminado por ningún proceso conocido en ese momento; Fue solo después de la guerra que el villano que usaba adhesivos Trapster encontró una forma de neutralizarlo.
Para asegurarse de que los nazis no pudieran usar el Adhesivo X contra las tropas aliadas, el Capitán América se enfrentó a Zemo en un intento de destruir el suministro limitado. El Capitán América arrojó el escudo en la cuba para soltar el adhesivo en el suelo. Zemo, sin embargo, estaba parado justo al lado de la tina que contenía el producto químico, que se derramó sobre su rostro encapuchado. El adhesivo se filtró rápidamente dentro y unió permanentemente la capucha a la carne de Heinrich, evitando que Zemo se quitara la capucha.
Aunque Zemo aún podía ver a través de los agujeros de la capucha, además de escuchar, respirar y hablar a través de la fina tela que formaba la capucha, Zemo ya no podía comer normalmente (debido a que la campana no tenía boca) y tuvo que ser alimentado por vía intravenosa. Heinrich se recuperó rápidamente, pero tener la capucha permanentemente pegada a su rostro enloqueció al científico nazi. Adoptando un nuevo disfraz para su nueva cara encapuchada, Zemo pasó de convertirse en un científico nazi normal, si no infame, en convertirse en un agente de campo activo para el Tercer Reich, llevando a las tropas alemanas a misiones de combate y espionaje.
En algún momento, Zemo había luchado y asesinado al Ciudadano V (John Watkins), un inglés y líder de los luchadores por la libertad del V-Batallón.
Cuando se hizo evidente que los nazis perderían la guerra, Red Skull envió a Zemo a Londres para robar un avión experimental. En este punto, el avión no les haría ningún bien, pero Red Skull se aseguró de que este conocimiento se filtrara al Capitán América y al joven compañero Bucky para asegurar que Zemo sea atrapado, librándolo de su rival de una vez por todas. El Capitán América no se enteraría del plan de Zemo durante varias semanas, momento en el que vencería a Red Skull por última vez durante la Segunda Guerra Mundial, enterrando a Red Skull con vida en un estado de animación suspendida. Cuando el Capitán América se enteró de la conspiración de Zemo, ya era demasiado tarde y tanto el Capitán América como Bucky fueron tomados prisioneros por Zemo. Zemo ató a los dos héroes al avión experimental, que ahora estaba explosivo para explotar, y los lanzó a la muerte. El Capitán América cayó del avión cuando explotó, y Bucky aparentemente fue asesinado. El Capitán América aterrizó en el océano Ártico y estuvo congelado en hielo durante décadas hasta que fue recuperado por los Vengadores recién formados.
Creyendo que había matado a su rival por fin, Zemo huyó a Sudamérica cuando Hitler y los nazis cayeron y la Segunda Guerra Mundial terminó. Después de que la máscara estuvo permanentemente unida a su rostro, Zemo abandonó a su sufrida esposa e hijo pequeño, hacia quien se había vuelto emocional y físicamente abusivo. Con un ejército de mercenarios leales a él, Zemo esclavizó a una tribu de nativos y vivió como un rey mientras trataba desesperadamente de encontrar un disolvente que le quitara la máscara. Después de décadas pasó, el Capitán América fue revivido por los Vengadores. Esto hace que Zemo renueve su rivalidad con el Capitán. Entre sus intentos figuraba enviar agentes para tomar el lugar de los participantes de una demostración de combate mano a mano con el Capitán América para capturarlo. Cuando el Capitán América supo que Zemo estaba detrás de este ataque, envió un mensaje burlón al comunicador de los secuaces de Zemo para provocar que el villano se vuelva más descuidadamente agresivo en su contra y así brindar una oportunidad para que el superhéroe trate directamente con el villano.
Con ese fin, Heinrich formó los Maestros del Mal originales para servir como un homólogo vil de los Vengadores; los otros miembros fundadores incluyeron al malvado Caballero Negro, el Melter y el Hombre Radiactivo que fueron reunidos por su piloto. Intentó que el Adhesivo X se extendiera por Nueva York, pero la Brigada Adolescente se apoderó del piloto de Zemo, lo que le impidió hablar, y luego lo ató para evitar que causara problemas. Cambiaron el adhesivo con removedor hecho por Trapster. Zemo usó el hipno-rayo de su cetro en la Brigada de Adolescentes, colocándolos bajo su control. Luego luchó contra el Capitán América usando las habilidades de combate que había ganado, pero el Capitán América comenzó a golpearlo. El piloto se liberó de sus ataduras y disparó contra el Capitán América por detrás. El Capitán América escuchó el sonido y esquivó la bala, aunque su cráneo fue rozado. Giant-Man fue capaz de evitar que el piloto matara al Capitán América, por lo que lo capturó. Zemo fue engañado para abrir un contenedor de gas lacrimógeno mientras estaba en su helicóptero durante su huida a Sudamérica. Más tarde se le unió la Encantadora y Skurge que había sido exiliado a la Tierra desde Asgard por Odín. La Encantadora hipnotizó a Thor para que atacara a los Vengadores, mientras que el Verdugo se había disfrazado como un antiguo aliado de Zemo y había atraído al Capitán América a Sudamérica para luchar contra Zemo. Iron Man golpeo a Thor de este trance y los Maestros del Mal fueron enviados a otra dimensión por Thor. Más tarde, Zemo convirtió a Simon Williams en el Hombre Maravilla con su rayo iónico, y dijo que el Hombre Maravilla moriría en una semana a menos que se le administrara un antídoto que poseía Zemo. Hombre Maravilla fue capaz de capturar a Avispa y lleva al grupo a una trampa donde fueron derrotados. Hombre Maravilla, sin embargo, se sacrificó para salvar a los Vengadores.
En su batalla final con el Capitán América, Zemo atrajo al Capitán a su fortaleza de la jungla secuestrando al aliado de los Vengadores, Rick Jones, usando un rayo atractor. Sus Maestros del Mal salieron de la prisión y atacaron a los Vengadores, obligando al Capitán América a continuar solo. Zemo levantó una jaula de vidrio que contenía a Rick fuera del suelo mientras el Capitán América disparaba contra sus hombres, esperando que el Capitán América matara a Rick, pero los disparos solo rompieron la jaula. Zemo intentó atacar con sus hombres, pero el Capitán América pudo usar un desprendimiento de rocas causado por su escudo para bloquearlos. En la batalla que siguió, el Capitán América usó su escudo para desviar los rayos del sol y hacer que Zemo disparara a ciegas. El disparo de su pistola de rayos impactó contra una roca, iniciando una avalancha que lo mató, y el Capitán América sintió que la muerte de Bucky finalmente había sido vengativa.
Durante el viaje de Hércules al inframundo, Heinrich fue visto en Erebus, apostando por su resurrección. Más tarde fue visto como un miembro del jurado de Plutón (junto a Abominación, Armless Tiger Man, Artume, Hombre de Cobalto, Comandante Kraken, Iron Monger, Jack O'Lantern, Kyknos, Nessus, Orka, Scourge of the Underworld y Veranke) para el juicio de Zeus.

## Otras versiones

### JLA / Avengers
El Barón Zemo y otros miembros de los Maestros del Mal se ven entre los villanos cautivados que defienden la fortaleza de Krona.

### Larval Zooniverse
En la realidad de Spider-Ham, el Barón Zemo es representado como una cebra llamada Barón Zebro.

### Marvel Noir
En el universo de Marvel Noir, el Barón Zemo es uno de un grupo de nazis liderados por el Barón von Strucker para combatir repetidamente al aventurero Tony Stark en la década de 1930. Se revela que esta versión es Howard Stark químicamente lavado el cerebro por una combinación de zolpidem, etanol, clorometano y "ophentonyl", el acrónimo que forma el nombre. Strucker dice que Stark no es el primer Zemo, y que todos usan la capucha para que nadie de su vida anterior los reconozca.

## En otros medios

### Televisión
- El Barón Zemo apareció en varios episodios de la porción de Capitán América de The Marvel Super Heroes, con la voz de Gillie Fenwick. Él es visto tanto por su cuenta como más tarde como parte de los Maestros del Mal.
- El Barón Zemo tuvo una aparición no sonora en The Avengers: United They Stand. Fue visto en el episodio "Decisión de mando".
- El Barón Zemo es un villano recurrente en The Avengers: Earth's Mightiest Heroes, con la voz de Robin Atkin Downes con acento alemán.[12] Mostrado como uno de los archienemigos del Capitán América y el fundador de Hydra, esta versión presenta la caracterización y el primer disfraz de Helmut Zemo. Tiene una duración de vida anormalmente larga debido a la exposición a su propio virus de guerra de gérmenes "Virus X" que intentó desatar contra el poder aliado hasta que fue detenido por el Capitán América. Después de escapar de la Bóveda, Zemo trató de recuperar el liderazgo de Hydra del Barón Strucker. Pero el regreso del Capitán América lo motivó a asaltar la Mansión de los Vengadores con la ayuda de Arnim Zola y Doughboy, pero fue frustrado por la Pantera Negra. Zemo luego regresa en el líder de facto de Maestros del Mal, sistemáticamente derrotando y capturando a varios Vengadores, pero Hawkeye y Pantera Negra luego regresan con Hank Pym para derrotar al grupo de Zemo, causando una retirada. Cuando los Maestros del Mal luchan contra los Vengadores por las Piedras Norn, Zemo traiciona a la Encantadora, lo que eventualmente resulta en que los Vengadores destruyan simultáneamente siete Piedras Norn, revelando posteriormente que Loki era el benefactor del grupo de Zemo. Intentando escapar de la venganza de la Encantadora, Zemo intenta una tregua con los Vengadores. Él personalmente usa la octava piedra de Norn para protegerse de la hechicera. Después de la derrota de la Encantadora, Zemo se da cuenta de que el Capitán América es un Skrull disfrazado antes de ser encarcelado una vez más.
- El Barón Zemo aparece en Marvel Disk Wars: The Avengers.
- Heinrich Zemo aparece en la serie animada Avengers Assemble,[13] expresado por David Kaye (en "Salvando al Capitán Rogers"),[14] y por Danny Jacobs (en "La Familia Zemo").[15]
  - El Barón Zemo aparece por primera vez en Avengers: Ultron Revolution. Esta versión es un operativo de alto rango para Hydra, el fabricante del Adhesivo X y dos sueros de súper soldado efectivos. Brevemente visto en el episodio "Salvando al Capitán Rogers", él lucha contra el Capitán América y Bucky Barnes. El legado de Heinrich es una de las principales razones detrás de su hijo Helmut Zemo siendo uno de los enemigos peligrosos de los Vengadores. En el episodio "La Familia Zemo", Heinrich es llevado al presente por Helmut utilizando una máquina del tiempo hecha con la tecnología de Kang el Conquistador para restaurar el honor de la familia Zemo (a través de Hydra) para apoderarse del mundo. Cuando los Zemos luchan contra los Vengadores, Heinrich se desilusiona con Helmut y utiliza la máquina del tiempo para traer un Zemo del año 2099 para ayudar a luchar contra los Vengadores. Helmut coopera con el Capitán América, lo que resulta en Heinrich enviado a 1943, lo que borra la existencia de Zemo 2099. Una vez en 1943, Heinrich fue noqueado por el joven Steve Rogers quien notificó a la policía militar.
  - Heinrich Zemo también tiene un cameo no sonoro en Avengers: Secret Wars. El episodio "Ladrones" reveló que Heinrich intentó obtener un objeto de Wakanda, entrando en conflicto con la Pantera Negra original.

### Película
- El Barón Zemo aparece en Avengers Confidential: Black Widow & Punisher, con la voz de Eric Bauza aunque no acreditada. Durante una subasta que involucró tecnología S.H.I.E.L.D. robada, aparece como comprador de la organización Leviathan.

### Videojuegos
- El Barón Zemo aparece en el Capitán América: supersoldado, con la voz de Steven Blum. Aunque nunca aparece, se escucha en las entradas del diario que el jugador recoge, revelando su historia familiar, y su alianza con las fuerzas de Red Skull para despertar al Durmiente debajo del castillo Zemo (que Hydra ha requisado antes del juego). En las versiones del juego Nintendo DS y Wii, aparece como una voz en la radio, aunque su cara todavía se muestra al jugador.